# Schizura tomaea
Schizura tomaea är en fjärilsart som beskrevs av Dyar 1917. Schizura tomaea ingår i släktet Schizura och familjen tandspinnare. Inga underarter finns listade.